# Willem Johan Kolff
Willem Johan Kolff (przydomek „Pim”) (ur. 14 lutego 1911 w Lejdzie, Holandia, zm. 11 lutego 2009 w Newtown Square, Pensylwania) – holenderski lekarz. Wynalazca hemodializy i pionier w dziedzinie tworzenia sztucznych narządów.

## Życiorys
Studiował na Wydziale Lekarskim Uniwersytetu w Lejdzie, które ukończył w 1937 roku. Specjalizował się w dziedzinie interny w Klinice Chorób Wewnętrznych Uniwersytetu w Gröningen kierowanej przez prof. Leo Polaka Danielsa, przy którego wsparciu, w 1938 roku, rozpoczął pracę nad sztuczną nerką. Pierwszy aparat do sztucznej nerki skonstruował w czasie wojny w 1942 roku, w małym szpitalu w Kampen nad rzeką Yssel, gdzie przeniósł się po samobójczej śmierci profesora Danielsa.
Pierwszą eksperymentalną hemodializę, używając własnego aparatu, wykonał na przełomie 1942 i 1943 roku u młodego mężczyzny z mocznicą, a pierwszą oficjalną hemodializę wykonał 17 marca 1943 roku u młodej kobiety. Obie próby oraz kolejne zakończyły się niepowodzeniem. Dopiero hemodializa u 17. pacjenta wykonana 11 września 1945 roku uratowała życie chorej. Pacjentką była 67-letnia kobieta.
Pracę doktorską „De kunstmatige Nier” obronił w 16 stycznia 1946 roku. Podstawą rozprawy doktorskiej były maszyny do hemodializy.
Po wojnie w 1950 roku wyemigrował do Stanów Zjednoczonych. W 1955 roku przyjął obywatelstwo amerykańskie.
W 1957 roku rozpoczął pracę nad sztucznym sercem, które zostało po raz pierwszy wszczepione w 1982 roku.
Magazyn „Life” w 1990 roku umieścił go wśród 100 najważniejszych Amerykanów w XX.
Był członkiem Królewskiej Holenderskiej Akademii Sztuk i Nauk.

## Odznaczenia
- Nagroda Japońska z 1986 roku
- Nagroda im. Alberta Laskera w dziedzinie klinicznych badań medycznych[5]
- National Award of Engineering